# Fed Cup 1996
Navigation
Édition précédente Édition suivante
La Fed Cup 1996 est la 34e édition du plus important tournoi de tennis opposant des équipes nationales féminines.
La finale, qui s'est tenue à Atlantic City les 28 et 29 septembre, voit les États-Unis s'imposer face à l'Espagne (cinq points à zéro).

## Organisation
La 34e édition de la Fed Cup se déroule selon l'organisation inaugurée en 1995.
Le groupe mondial I compte huit équipes qui s'affrontent par élimination directe en trois tours (avril, juillet et septembre).
Le groupe mondial II compte également huit équipes et le système de play-offs organise les promotions et relégations entre les groupes mondiaux et les groupes zonaux. 
Chaque rencontre se joue au meilleur des cinq matchs, quatre simples et un double, organisés au domicile de l'une ou l'autre des équipes qui, sur un week-end, se rencontrent en face-à-face.

## Résultats

### Groupe mondial I
Le groupe mondial I compte huit équipes, quatre issues des play-offs I de l'année précédente et les quatre ayant atteint les demi-finales de l'édition précédente.
Les équipes vaincues au premier tour disputent les play-offs I.

#### Tableau
|  | 1/4 de finale 27 - 28 avril | 1/4 de finale 27 - 28 avril |         |            | 1/2 finale 13 - 14 juillet | 1/2 finale 13 - 14 juillet |            |   | Finale 28 - 29 septembre | Finale 28 - 29 septembre |
|  |                             |                             |         |            |                            |                            |            |   |                          |                          |
|  | Autriche                    | 2                           |         |            |                            |                            |            |   |                          |                          |
|  | États-Unis                  | 3                           |         |            |                            |                            |            |   |                          |                          |
|  | États-Unis                  | 3                           |         | États-Unis | 5                          |                            |            |   |                          |                          |
|  |                             |                             |         | États-Unis | 5                          |                            |            |   |                          |                          |
|  |                             |                             | Japon   | 0          |                            |                            |            |   |                          |                          |
|  | Japon                       | 3                           | Japon   | 0          |                            |                            |            |   |                          |                          |
|  | Japon                       | 3                           |         |            |                            |                            |            |   |                          |                          |
|  | Allemagne                   | 2                           |         |            |                            |                            |            |   |                          |                          |
|  | Allemagne                   | 2                           |         |            |                            |                            | États-Unis | 5 |                          |                          |
|  |                             |                             |         |            |                            |                            | États-Unis | 5 |                          |                          |
|  |                             | Espagne                     | 0       |            |                            |                            |            |   |                          |                          |
|  | France                      | Espagne                     | 0       | 3          |                            |                            |            |   |                          |                          |
|  | France                      |                             |         | 3          |                            |                            |            |   |                          |                          |
|  | Argentine                   | 2                           |         |            |                            |                            |            |   |                          |                          |
|  | Argentine                   | 2                           |         | France     | 2                          |                            |            |   |                          |                          |
|  |                             |                             |         | France     | 2                          |                            |            |   |                          |                          |
|  |                             |                             | Espagne | 3          |                            |                            |            |   |                          |                          |
|  | Espagne                     | 3                           | Espagne | 3          |                            |                            |            |   |                          |                          |
|  | Espagne                     | 3                           |         |            |                            |                            |            |   |                          |                          |
|  | Afrique du Sud              | 2                           |         |            |                            |                            |            |   |                          |                          |

#### Quarts de finale
| Autriche - États-Unis - 2 : 3 Hellbrunn Stadium, Salzbourg, Autriche 27 - 28 avril, Terre (ext.) |                             |                                   |           |
| 1                                                                                                | Judith Wiesner              | Mary Joe Fernández                | 3-6, 6-75 |
| 1                                                                                                | Barbara Paulus              | Jennifer Capriati                 | 6-2, 6-4  |
| 1                                                                                                | Barbara Paulus              | Mary Joe Fernández                | 3-6, 6-74 |
| 1                                                                                                | Judith Wiesner              | Jennifer Capriati                 | 6-1, 6-1  |
| 1                                                                                                | Petra Ritter Judith Wiesner | Gigi Fernández Mary Joe Fernández | 0-6, 4-6  |

| Japon - Allemagne - 3 : 2 Ariake Park, Tokyo, Japon 27 - 28 avril, Dur (int.) |                             |                        |                  |
| 2                                                                             | Kimiko Date                 | Anke Huber             | 4-6, 6-4, 6-1    |
| 2                                                                             | Naoko Sawamatsu             | Steffi Graf            | 1-6, 3-6         |
| 2                                                                             | Kimiko Date                 | Steffi Graf            | 7-67, 3-6, 12-10 |
| 2                                                                             | Naoko Sawamatsu             | Anke Huber             | 4-6, 6-4, 2-6    |
| 2                                                                             | Kyoko Nagatsuka Ai Sugiyama | Steffi Graf Anke Huber | 4-6, 6-3, 6-3    |

| France - Argentine - 3 : 2 Coliseum, Amiens, France 27 - 28 avril, Terre (ext.) |                               |                                   |           |
| 3                                                                               | Nathalie Tauziat              | Florencia Labat                   | 3-6, 4-6  |
| 3                                                                               | Julie Halard                  | Paola Suárez                      | 6-4, 7-67 |
| 3                                                                               | Julie Halard                  | Florencia Labat                   | 6-4, 6-1  |
| 3                                                                               | Nathalie Tauziat              | Paola Suárez                      | 6-75, 1-6 |
| 3                                                                               | Julie Halard Nathalie Tauziat | Florencia Labat Patricia Tarabini | 6-2, 6-4  |

| Espagne - Afrique du Sud - 3 : 2 Murcia T.C., Murcie, Espagne 27 - 28 avril, Terre (ext.) |                              |                                  |           |
| 4                                                                                         | Arantxa Sánchez              | Joannette Kruger                 | 6-3, 6-1  |
| 4                                                                                         | Conchita Martínez            | Amanda Coetzer                   | 7-5, 6-3  |
| 4                                                                                         | Arantxa Sánchez              | Amanda Coetzer                   | 4-6, 1-6  |
| 4                                                                                         | Conchita Martínez            | Mariaan de Swardt                | 6-2, 6-3  |
| 4                                                                                         | Virginia Ruano M. A. Sánchez | Amanda Coetzer Mariaan de Swardt | 4-6, 6-76 |

#### Demi-finales
| Japon - États-Unis - 0 : 5 Rainbow Hall, Nagoya, Japon 13 - 14 juillet, Moquette (int.) |                             |                              |           |
| 5                                                                                       | Kimiko Date                 | Lindsay Davenport            | 2-6, 1-6  |
| 5                                                                                       | Ai Sugiyama                 | Monica Seles                 | 2-6, 2-6  |
| 5                                                                                       | Kimiko Date                 | Monica Seles                 | 0-6, 2-6  |
| 5                                                                                       | Ai Sugiyama                 | Lindsay Davenport            | 6-78, 5-7 |
| 5                                                                                       | Kyoko Nagatsuka Ai Sugiyama | Lindsay Davenport Linda Wild | 2-6, 1-6  |

| France - Espagne - 2 : 3 Lauga Hall, Bayonne, France 13 - 14 juillet, Moquette (int.) |                               |                                   |               |
| 6                                                                                     | Julie Halard                  | Conchita Martínez                 | 6-1, 4-6, 2-6 |
| 6                                                                                     | Mary Pierce                   | Arantxa Sánchez                   | 6-3, 6-4      |
| 6                                                                                     | Mary Pierce                   | Conchita Martínez                 | 5-7, 1-6      |
| 6                                                                                     | Julie Halard                  | Arantxa Sánchez                   | 2-6, 6-4, 7-5 |
| 6                                                                                     | Julie Halard Nathalie Tauziat | Conchita Martínez Arantxa Sánchez | 4-6, 1-2, ab. |

#### Finale
| États-Unis - Espagne - 5 : 0 Convention Centre, Atlantic City, États-Unis 28 - 29 septembre, Moquette (int.) |                               |                                 |               |
| 7 | Monica Seles                  | Conchita Martínez               | 6-2, 6-4      |
| 7 | Lindsay Davenport             | Arantxa Sánchez                 | 7-5, 6-1      |
| 7 | Monica Seles                  | Arantxa Sánchez                 | 3-6, 6-3, 6-1 |
| 7 | Lindsay Davenport             | Gala León García                | 7-5, 6-2      |
| 7 | Mary Joe Fernández Linda Wild | Gala León García Virginia Ruano | 6-1, 6-4      |

### Groupe mondial II
Le groupe mondial II compte huit équipes, les quatre vaincues en play-offs I l'année précédente et les quatre victorieuses en play-offs II l'année précédente.
Opposées une à une, les équipes victorieuses disputent les play-offs I et les équipes vaincues disputent les plays-offs II.
| Bulgarie - Slovaquie - 0 : 5 Lokomotiv Stadium, Plovdiv, Bulgarie 27 - 28 avril, Terre (ext.) |                                   |                                  |               |
| 1                                                                                             | Lioubomira Batcheva               | Karina Habšudová                 | 0-6, 1-6      |
| 1                                                                                             | Svetlana Krivencheva              | Katarína Studeníková             | 5-7, 4-6      |
| 1                                                                                             | Svetlana Krivencheva              | Karina Habšudová                 | 3-6, 2-6      |
| 1                                                                                             | Lioubomira Batcheva               | Katarína Studeníková             | 3-6, 4-6      |
| 1                                                                                             | Antoaneta Pandjerova Pavlina Nola | Henrieta Nagyová Radka Zrubáková | 7-5, 3-6, 1-6 |

| Pays-Bas - Australie - 4 : 1 Kampen L.T.C., Kampen, Pays-Bas 27 - 28 avril, Terre (ext.) |                                |                                |                |
| 2                                                                                        | Miriam Oremans                 | Rennae Stubbs                  | 6-4, 6-3       |
| 2                                                                                        | Brenda Schultz                 | Rachel McQuillan               | 7-5, 6-3       |
| 2                                                                                        | Brenda Schultz                 | Rennae Stubbs                  | 6-4, 6-2       |
| 2                                                                                        | Kristie Boogert                | Rachel McQuillan               | 6-1, 6-3       |
| 2                                                                                        | Manon Bollegraf Brenda Schultz | Rachel McQuillan Rennae Stubbs | 3-6, 6-3, 6-74 |

| Indonésie - Belgique - 0 : 5 Gelora Senayan Stadium, Jakarta, Indonésie 27 - 28 avril, Dur (ext.) |                               |                               |               |
| 3                                                                                                 | Yayuk Basuki                  | Dominique Monami              | 4-6, 7-5, 5-7 |
| 3                                                                                                 | Romana Tedjakusuma            | Sabine Appelmans              | 1-6, 0-6      |
| 3                                                                                                 | Yayuk Basuki                  | Sabine Appelmans              | 5-7, 4-6      |
| 3                                                                                                 | Romana Tedjakusuma            | Dominique Monami              | 2-6, 0-6      |
| 3                                                                                                 | Liza Andriyani Wynne Prakusya | Laurence Courtois Nancy Feber | 1-6, 2-6      |

| Canada - République tchèque - 0 : 3 Shaughnessy G.& C.C., Vancouver, Canada 27 - 28 avril, Dur (ext.) |                                |                            |                |
| 4 | Jana Nejedly                   | Jana Novotná               | 1-6, 1-6       |
| 4 | Patricia Hy                    | Helena Suková              | 6-3, 0-6, 6-8  |
| 4 | Patricia Hy                    | Jana Novotná               | 7-64, 0-6, 1-6 |
| 4 | Jana Nejedly                   | Helena Suková              | 1-6, 5-4, ab.  |
| 4 | Jill Hetherington Rene Simpson | Jana Novotná Helena Suková | Non disputé    |

### Play-offs I
Les play-offs I comptent huit équipes, les quatre vaincues au premier tour du groupe mondial et les quatre victorieuses du groupe mondial II.
Les équipes victorieuses sont promues dans le groupe mondial I de l'édition suivante. Les équipes vaincues sont reléguées dans le groupe mondial II de l'édition suivante.
| Autriche - Allemagne - 1 : 4 Werzer Astoria Stad, Pörtschach, Autriche 13 - 14 juillet, Terre (ext.) |                                |                              |               |
| 1 | Barbara Paulus                 | Anke Huber                   | 4-6, 3-6      |
| 1 | Judith Wiesner                 | Steffi Graf                  | 1-6, 6-3, 2-6 |
| 1 | Barbara Schett                 | Steffi Graf                  | 3-6, 2-6      |
| 1 | Judith Wiesner                 | Anke Huber                   | 3-6, 6-73     |
| 1 | Barbara Schett Melanie Schnell | Sabine Hack Christina Singer | 6-3, 6-4      |

| République tchèque - Argentine - 3 : 1 Lokomotive Hall, Plzeň, République tchèque 13 - 14 juillet, Moquette (int.) |                            |                              |                |
| 2 | Helena Suková              | Florencia Labat              | 7-5, 6-3       |
| 2 | Jana Novotná               | Mercedes Paz                 | 6-1, 6-2       |
| 2 | Ludmila Richterová         | Florencia Labat              | 3-6, ab.       |
| 2 | Helena Suková              | Mercedes Paz                 | 6-75, 6-1, 6-2 |
| 2 | Jana Novotná Helena Suková | Florencia Labat Mercedes Paz | Non disputé    |

| Afrique du Sud - Belgique - 1 : 4 Free State Stadium, Bloemfontein, Afrique du Sud 13 - 14 juillet, Dur (ext.) |                                  |                               |               |
| 3 | Mariaan de Swardt                | Sabine Appelmans              | 6-0, 3-6, 2-6 |
| 3 | Amanda Coetzer                   | Dominique Monami              | 2-6, 3-6      |
| 3 | Amanda Coetzer                   | Sabine Appelmans              | 3-6, 6-3, 0-6 |
| 3 | Mariaan de Swardt                | Dominique Monami              | 7-5, 6-3      |
| 3 | Amanda Coetzer Mariaan de Swardt | Laurence Courtois Nancy Feber | 2-6, 6-3, 0-6 |

| Slovaquie - Pays-Bas - 2 : 3 Slovan Kerametal T.C., Bratislava, Slovaquie 13 - 14 juillet, Terre (ext.) |                                  |                              |               |
| 4 | Henrieta Nagyová                 | Miriam Oremans               | 1-6, 4-6      |
| 4 | Karina Habšudová                 | Kristie Boogert              | 4-6, 2-6      |
| 4 | Karina Habšudová                 | Miriam Oremans               | 6-1, 6-3      |
| 4 | Henrieta Nagyová                 | Kristie Boogert              | 6-4, 1-6, 0-6 |
| 4 | Karina Habšudová Radka Zrubáková | Manon Bollegraf Caroline Vis | 6-4, 6-3      |

### Play-offs II
Les play-offs II comptent huit équipes, quatre issues des groupes par zones géographiques et les quatre vaincues dans les play-offs I.
Les équipes victorieuses sont promues dans le groupe mondial II de l'édition suivante. Les équipes vaincues sont reléguées dans les groupes par zones géographiques de l'édition suivante.
| Canada - Australie - 2 : 3 Timberlane Country Club, Aurora, Canada 13 - 14 juillet, Terre (ext.) |                                |                                 |               |
| 1                                                                                                | Rene Simpson                   | Nicole Bradtke                  | 3-6, 6-3, 6-3 |
| 1                                                                                                | Patricia Hy                    | Rachel McQuillan                | 6-2, 7-5      |
| 1                                                                                                | Patricia Hy                    | Nicole Bradtke                  | 3-6, 6-3, 2-6 |
| 1                                                                                                | Rene Simpson                   | Rachel McQuillan                | 3-6, 4-6      |
| 1                                                                                                | Jill Hetherington Rene Simpson | Nicole Bradtke Rachel McQuillan | 6-4, 3-6, 0-6 |

| Indonésie - Suisse - 2 : 3 Gelora Senayan Stadium, Jakarta, Indonésie 13 - 14 juillet, Dur (ext.) |                                 |                               |               |
| 2                                                                                                 | Yayuk Basuki                    | Patty Schnyder                | 6-3, 6-3      |
| 2                                                                                                 | Liza Andriyani                  | Martina Hingis                | 0-6, 0-6      |
| 2                                                                                                 | Yayuk Basuki                    | Martina Hingis                | 5-7, 6-3, 6-1 |
| 2                                                                                                 | Liza Andriyani                  | Patty Schnyder                | 2-6, 6-2, 1-6 |
| 2                                                                                                 | Yayuk Basuki Romana Tedjakusuma | Martina Hingis Patty Schnyder | 3-6, 2-6      |

| Chili - Croatie - 0 : 5 Union T.C., Viña del Mar, Chili 13 - 14 juillet, Terre (ext.) |                          |                          |               |
| 3                                                                                     | Barbara Castro           | Mirjana Lučić            | 1-6, 6-3, 3-6 |
| 3                                                                                     | Paula Cabezas            | Silvija Talaja           | 2-6, 6-0, 5-7 |
| 3                                                                                     | Barbara Castro           | Silvija Talaja           | 3-6, 6-3, 2-6 |
| 3                                                                                     | Paula Cabezas            | Mirjana Lučić            | 3-6, 2-6      |
| 3                                                                                     | Paula Cabezas M. Quezada | Mirjana Lučić Maja Murić | 5-7, 2-6      |

| Bulgarie - Corée du Sud - 1 : 4 Lokomotive Stadium, Plovdiv, Bulgarie 13 - 14 juillet, Terre (ext.) |                             |                            |                |
| 4                                                                                                   | Pavlina Nola                | Kim Eun-ha                 | 3-6, 6-0, 6-1  |
| 4                                                                                                   | Antoaneta Pandjerova        | Park Sung-hee              | 4-6, 0-6       |
| 4                                                                                                   | Pavlina Nola                | Park Sung-hee              | 3-6, 5-7       |
| 4                                                                                                   | Antoaneta Pandjerova        | Kim Eun-ha                 | 7-65, 1-6, 3-6 |
| 4                                                                                                   | Teodora Nedeva Pavlina Nola | Choi Ju-yeon Choi Young-ja | 4-6, 6-4, 6-73 |